# Syndrome d'auto-brasserie

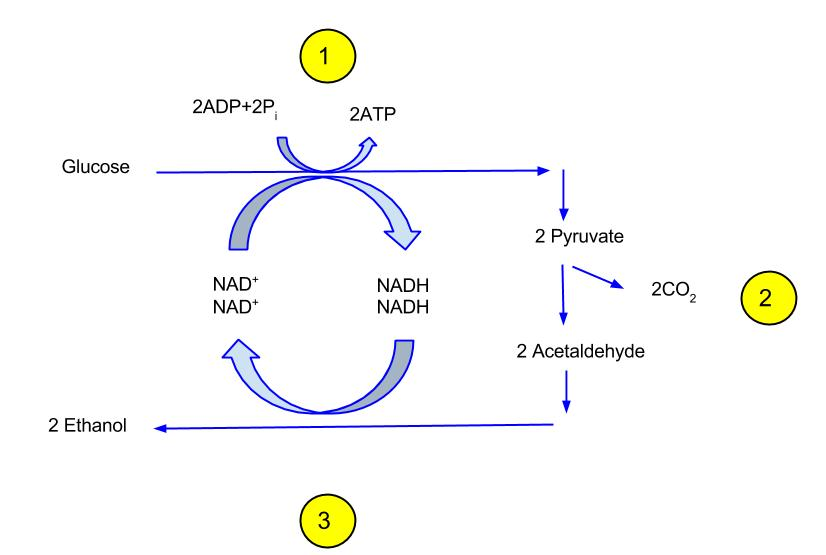
Lors de la fermentation alcoolique, une molécule de glucose se décompose en deux pyruvates (1). L'énergie de cette réaction exothermique est utilisée pour lier les phosphates inorganiques à l'ADP et convertir le NAD+ en NADH. Les deux pyruvates sont ensuite décomposés en deux acétaldéhydes avec un dégagement de deux CO2 (2). Les deux acétaldéhydes sont ensuite convertis en deux éthanols en utilisant les protons (ions H+) du NADH,H+ ; reconvertissant le NADH en NAD+ (3).

Le syndrome d'auto-brasserie, (auto-brewery syndrome en anglais,), plus rarement connu sous le nom de syndrome de fermentation intestinale, (gut fermentation syndrome), est une maladie intestinale rare et très peu documentée, dont l'existence ne fait pas l'unanimité chez les spécialistes,, qui se manifeste par une production enivrante d'alcool due à une fermentation endogène excessive dans le système digestif causée par la levure Saccharomyces cerevisiae (la « levure de bière »),, Saccharomyces boulardii ou Candida albicans. Dans certains cas, l'exposition à des antibiotiques en a été la cause.

## Historique
Elle a été décrite pour la première fois en 1976 par une équipe japonaise.
En 1982, la forte présence de levure Candida albicans dans la flore intestinale de nouveau-nés, a été suspectée de certains cas de mort subite du nourrisson, mais la quantité d'alcool produite ne serait pas suffisante pour expliquer ces décès.
Un cas est passé inaperçu pendant 20 ans, malgré de fortes intoxications alcooliques, durant son éducation, à la suite de repas très sucrés ou à haute teneur en sucres lents.

## Symptômes et risques
Les symptômes de la maladie peuvent avoir des effets importants sur la vie quotidienne ; par exemple des symptômes récurrents comme étourdissements, sécheresse buccale ou xérostomie, sueurs froides, gueule de bois, désorientation, syndrome du côlon irritable, syndrome de fatigue chronique, qui peuvent entraîner d'autres problèmes de santé tels que  dépression et anxiété. 
L'apparition aléatoire d'intoxication alcoolique peut conduire à de graves difficultés personnelles et l'anonymat relatif de la condition peut également rendre les soins difficiles.

## Traitement
De manière générale, les effets de la condition peuvent être atténués grâce à un régime très pauvre en glucides adapté.
Le médicament antifongique fluconazole peut être un traitement efficace contre l'affection puisque le médicament est capable de réduire fortement Saccharomyces cerevisiae, responsable de la fermentation, dans le tractus gastro-intestinal.